# Шиллер, Юлиус
Юлиус Шиллер (нем. Julius Schiller; 1580, Аугсбург, Бавария —1627, там же) — немецкий юрист из Аугсбурга, Германия, астроном-любитель, занимавшийся небесной картографией.

## Биография
В последний год жизни Шиллер, при поддержке Иоганна Байера, опубликовал атлас звёздного неба Coelum Stellatum Christianum. Эта работа явилась попыткой закончить «Христианский атлас звёздного неба». Хотя атлас Шиллера в основном базировался на атласе Байера «Уранометрия», он представляет собой радикальный отход от традиционных классических созвездий, поскольку его целью было очищение небес от следов язычества путём переделки созвездий для представления библейских персонажей.
Зодиакальные созвездия в атласе Шиллера были заменены двенадцатью апостолами, созвездия к северу от зодиакальных — на изображения из Нового Завета, а к югу — на изображения из Ветхого Завета. Так, Кассиопея стала у него Марией Магдалиной, Геркулес — Тремя Волхвами, Центавр разделился на Авраама и Исаака, а прежнее огромное созвездие Корабль Арго, разделённое ныне на Киль, Корму и Паруса, естественно превратилось в Ноев ковчег.
Планеты, Солнце и Луна также были заменены на библейские изображения. Но, несмотря на огромную силу церкви в те годы, новые названия созвездий не получили признания.
В его честь назван кратер на Луне.